# Halden
Halden je město ležící ve stejnojmenné správní obci v norském kraji Østfold. Město se mezi lety 1665 a 1928 jmenovalo Frederikshald.
Město se nachází na deltě řeky Tista (přecházející v úžinu Svinesund) na jižní hranici Norska se Švédskem. V roce 1718 zde při obléhání města zemřel švédský král Karel XII. [zdroj?]

## Rodáci
- Thomas Fearnley – norský romantický malíř